# Adoração dos Reis (Damaskinos)
Adoração dos Reis também conhecida como a Adoração dos Reis Magos é uma pintura de têmpera popular do pintor grego Michael Damaskinos. A pintura tem aproximadamente o mesmo tamanho de A Última Ceia, de Damaskinos. Ambas as pinturas foram criadas no mesmo período. Michael Damaskinos pintou em partes da Itália e da Grécia. Ele foi principalmente ativo em Heraklion, Sicília e Veneza. Ele é um grande representante do Renascimento cretense.

## Temática
A Adoração dos Reis Magos (do título da seção em latim da Vulgata, A Magis adoratur) é o nome tradicionalmente dado ao tema cristão parte da Natividade, no qual os três reis magos, representados como reis vindos do oriente, tendo encontrado Jesus ao seguir a estrela de Belém, colocam aos pés do Menino Jesus presentes de ouro, incenso e mirra. Eles também o adoram como "rei dos judeus". Este evento foi relatado no Evangelho de Mateus.